# Bakerova řeka (Washington)
Baker River je přibližně 48 kilometrů dlouhá řeka a přítok řeky Skagit na severozápadě amerického státu Washington. Nachází se v oblasti Severních Kaskád, severně od Seattlu a východně od hory Mount Baker. Její povodí je zhruba 700 km² rozsáhlé a nachází se především v národním parku Severní Kaskády. Řeka je posledním důležitým přítokem řeky Skagit před jejím ústím do Skagitského zálivu. Řeka protéká městem Concrete a leží na ni dvě vodní elektrárny, které vlastní společnost Puget Sound Energy, která zásobuje elektřinou město Seattle a zbytek regionu Pugetova zálivu.

## Tok
Řeka pramení v severní části národního parku Severní Kaskády. Nedaleko hory Mount Shuksan si vytváří vlastní údolí. Řeka pokračuje severozápadním směrem skrz příkré, ledovcové údolí a nabírá vody některých menších, ledovcových přítoků z obklopujících hor. Mnoho přítoků proudí z velké výšky, nikde se ale nevyskytují vodopády. Většina dolního toku se vyskytuje v podobě dvou velkých umělých jezer, která jsou částí hydroelektrického projektu Baker River. První jezero je 14 kilometrů dlouhé Bakerovo jezero, které bylo původně přírodní, než jeho úroveň zvedla hráz. Pod hrází se nachází jezero Lake Shannon, které je 12 kilometrů dlouhé. Na jeho jižním konci je další hráz. Po té zůstává řeka už nepřerušovaná s výjimkou malé rybářské hráze ve městě Concrete. Po zhruba dvou kilometrech od hráze na jezeře Lake Shannon řeka ústí do řeky Skagit.
Většina Bakerova jezera se nachází v okrese Whatcom, stejně jako hráz na konci jezera. Dolní hráz, na konci jezera Lake Shannon už je v okrese Skagit. Obě hráze vlastní společnost Puget Sound Energy.

## Přírodní historie
V řece Baker se nachází jediná stálá populace lososu nerka v povodí řeky Skagit. Washingtonské ministerstvo ryb a divokého života navíc zjistilo, že zdejší nerkové jsou od ostatních geneticky odlišní. V roce 1992 byl ale jejich stav vyhlášen jako kritický. Už o sedm let dříve se vrátilo do vod pouze 92 dospělých. Od devadesátých let se ale díky zákonům proti pytlačení a rybolovu populace zvýšila a v roce 2003 zde bylo napočítáno přes 20 tisíc jedinců.
Výstavba umělých zařízení na řece ale postupně znemožnila rybám přístup k hornímu toku řeky. Už v roce 1896 postavil stát Washington na Bakerově jezeře sádku, která byla první pro lososy nerka. Zrušena byla v roce 1933. Přístup k hornímu toku řeky a k Bakerově jezeře znemožnila až výstavba dolní hráze v roce 1925. Konstrukce horní hráze v roce 1959 pak zaplavila okolní údolí a vylila i třecí místa lososů. Pod horní hráz se tedy později nainstalovala umělá třecí místa a v roce 1990 byla některá přidána i do potoka Sulphur Creek. Když se lososi vrací, aby se dostali do horního toku, jsou uvězněni pod dolní hrází a musejí čekat, než je lidé přepraví nahoru.
V řece se vyskytují také jiné druhy ryb, například losos kisuč.

## Přítoky
Nejdůležitějšími přítoky řeky jsou (sestupně):
- Sulphide Creek
- Blum Creek
- Shannon Creek
- Swift Creek